# Janet Asimov
Janet Opal Asimov, właśc. Janet Opal Jeppson (ur. 6 sierpnia 1926 w Ashland, Pensylwania, zm. 25 lutego 2019 w Nowym Jorku) – amerykańska pisarka powieści science fiction, psychiatra i psychoanalityk; żona Isaaca Asimova.

## Życiorys
Uczęszczała do Wellesley College, a potem wstąpiła na Uniwersytet Stanforda, gdzie zrobiła licencjat (B.A.). Następnie studiowała w New York University School of Medicine, uzyskując tytuł lekarza (M.D.) i odbyła staż z zakresu psychiatrii w Bellevue Hospital w Nowym Jorku. W 1960 roku ukończyła nowojorski William Alanson White Institute of Psychoanalysis, gdzie kontynuowała pracę do 1986 roku.
W 1973 roku wyszła za mąż za Isaaca Asimova. Nadal praktykowała psychiatrię i psychoanalizę oraz publikowała artykuły medyczne pod panieńskim nazwiskiem Janet O. Jeppson.

## Pisarstwo
Janet Asimov przez całą swoją karierę pisała głównie powieści science fiction dla dzieci. Poruszała w nich aspekty psychoanalizy, ludzkiej tożsamości i inne zagadnienia związane z psychiatrią. Często współpracowała z mężem, m.in. przy cyklu Norby Chronicles. Jednak według Isaaca Asimowa, książki, które napisała we współpracy z nim, w 90 procentach należały do Janet, a jego nazwisko tylko służyło wydawcy „dla poprawy sprzedaży”. W twórczości literackiej Janet zwykle używała pseudonimu J.O. Jeppson.

## Życie prywatne
Janet Jeppson zaczęła spotykać się z Asimovem w 1970 roku, krótko po jego rozstaniu z pierwszą żoną, Gertrude Blugerman. Pobrali się 30 listopada 1973 roku, dwa tygodnie po rozwodzie Asimova z Gertrudą. Ślubu udzielił im lider Ethical Culture, ruchu etyczno-religijnego, do którego Janet dołączyła później. Tego samego dnia dowiedziała się, że jej pierwsza powieść The Second Experiment zostanie opublikowana (pod jej panieńskim nazwiskiem).
Ich małżeństwo trwało aż do śmierci Isaaca w 1992 roku z powodu komplikacji związanych z HIV, którym zaraził się w 1983 roku, w wyniku transfuzji krwi podanej podczas operacji wszczepienia bajpasów. Janet podejrzewała u męża HIV i poprosiła o wykonanie testu, gdy Isaac zaczął wykazywać objawy choroby. Jednak internista i kardiolog leczący Isaaca nie podzielali jej opinii i utrzymywali, że to tylko infekcja, nawet wtedy, gdy był już poważnie chory. Po śmierci Isaaca Janet chciała od razu upublicznić całą sprawę, jednak uległa namowom lekarzy, by nie ujawniać faktu, że Isaac zmarł na HIV. Dopiero dziesięć lat później, kiedy zmarli już lekarze Asimova, Janet wyjaśniła prawdziwą przyczynę i okoliczności jego śmierci, w epilogu do zredagowanej przez siebie autobiografii Isaaca Asimova It’s Been a Good Life

## Twórczość

### Powieści
- The Second Experiment (1974), jako J.O. Jeppson
- The Last Immortal (1980) (sequel The Second Experiment), jako J.O. Jeppson
- Mind Transfer (novel)|Mind Transfer (1988)
- The Package in Hyperspace (1988)[10]
- Murder at the Galactic Writers’ Society (1994)
- The House Where Isadora Danced (2009), jako J.O. Jeppson

### cykl Norby Chronicles (współautor Isaac Asimov)
- Norby, the Mixed-Up Robot (1983)
- Norby’s Other Secret (1984)
- Norby and the Lost Princess (1985)
- Norby and the Invaders (1985)
- Norby and the Queen’s Necklace (1986)
- Norby Finds a Villain (1987)
- Norby Down to Earth (1988)
- Norby and Yobo’s Great Adventure (1989)
- Norby and the Oldest Dragon (1990)
- Norby and the Court Jester (1991)
- Norby and the Terrified Taxi (1997) napisana samodzielnie, po śmierci męża

### Kolekcje
- The Mysterious Cure, and Other Stories of Pshrinks Anonymous (1985), jako J.O. Jeppson w twardej oprawie, jako Janet Asimov w miękkiej oprawie[5]
- The Touch: Epidemic of the Millennium red. Patrick Merla ISBN 0-7434-0715-6, Janet Asimov jako współautor

### Antologie
- Laughing Space: Funny Science Fiction Chuckled Over (1982), współautor Isaac Asimov

### Literatura faktu
- How to Enjoy Writing: A Book of Aid and Comfort (1987), współautor Isaac Asimov
- Frontiers II (1993), współautor Isaac Asimov
- It's Been a Good Life (2002), jako redaktor autobiografii Isaaca Asimova
- Notes for a Memoir: On Isaac Asimov, Life, and Writing, jako Janet Jeppson Asimov (Nowy Jork: Prometheus Books, 2006); ISBN 1-59102-405-6[11]